# التزلج على اللوح في الألعاب الأولمبية الصيفية 2020
كانت رياضة التزلج على الألواح ضمن برنامج دورة الألعاب الأولمبية الصيفية 2020 في طوكيو باليابان. وكان هذا هو الظهور الأول لرياضة التزلج على اللوح في الألعاب الأولمبية الصيفية. كانت رياضة التزلج على الألواح واحدة من أربع رياضات جديدة أضيفت إلى البرنامج الأولمبي لعام 2020؛ وتمت الموافقة عليها مؤقتًا لتدخل من ضمن برنامج الألعاب الأولمبية الصيفية لعام 2024. تمت الموافقة على اقتراح إضافة التزلج إلى الألعاب الأولمبية في أغسطس من عام 2016.

## التأهل
كان هناك 80 مقعد متاح في رياضة التزلج على اللوح. حيث شارك في كل حدث 20 متنافسًا: ثلاثة منهم تأهلوا من بطولة العالم، و 16 من خلال التصنيف العالمي، وواحد من الدولة المضيفة للألعاب أي اليابان.  تمت إدارة مرحلة التأهل لهذا الحدث من قبل World Skate.

## الأحداث
أقيمت أربع فعاليات لهذه الرياضة اثنين للرجال واثنين للسيدات، كل فئة في حدثين الأول على الطريق والثاني في المنتزه. يتكون كلا الحدثين من جولتين، جولة تمهيدية وجولة نهائية. كان لفعاليات Park and Street دورات خاصة بها مصممة خصيصًا والتي أخذت في الاعتبار الجنس والموقف من أجل تحقيق المساواة. 
- رجال
  - منتزه
  - الطرق
- سيدات
  - منتزه
  - الطرق

## جدول المسابقة
جميع الأوقات بتوقيت اليابان القياسي ( UTC + 9 ).
| يوم      | تاريخ                 | يبدأ | ينهي  | حدث               | مرحلة             |
| -------- | --------------------- | ---- | ----- | ----------------- | ----------------- |
| اليوم 2  | الأحد 25 يوليو 2021   | 9:00 | 13:55 | الطرق - الرجال    | تمهيدية / النهائي |
| اليوم 3  | الأثنين 26 يوليو 2021 | 9:00 | 13:55 | الطرق - السيدات   | تمهيدية / النهائي |
| اليوم 12 | الأربعاء 4 أغسطس 2021 | 9:00 | 13:40 | المنتزه - السيدات | النهائي           |
| اليوم 13 | الخميس 5 أغسطس 2021   | 9:00 | 13:40 | المنتزه - الرجال  | تمهيدية / النهائي |

## الوفود المشاركة
شارك ما مجموعه 80 من المتزلجين من 25 لجنة أولمبية وطنية (NOCs).
|  |

- أستراليا (5)
- النمسا (1)
- بلجيكا (2)
- البرازيل (10)
- كندا (4)
- تشيلي (1)
- الصين (2)
- كولومبيا (1)
- الدنمارك (1)
- فنلندا (1)
- فرنسا (5)
- ألمانيا (2)
- بريطانيا العظمى (2)
- إيطاليا (3)
- اليابان (10)
- هولندا (2)
- بيرو (1)
- الفلبين (1)
- بولندا (1)
- البرتغال (1)
- بورتوريكو (2)
- جنوب إفريقيا (3)
- إسبانيا (4)
- السويد (1)
- الولايات المتحدة (10)

## ملخص الميداليات

### جدول الميداليات
*   البلد المضيف ( اليابان)
| المرتبة | دول              | ذهبية | فضية | برونزية | المجموع |
| ------- | ---------------- | ----- | ---- | ------- | ------- |
| 1       | اليابان*         | 3     | 1    | 1       | 5       |
| 2       | أستراليا         | 1     | 0    | 0       | 1       |
| 3       | البرازيل         | 0     | 3    | 0       | 3       |
| 4       | الولايات المتحدة | 0     | 0    | 2       | 2       |
| 5       | بريطانيا العظمى  | 0     | 0    | 1       | 1       |
| المجموع | المجموع          | 4     | 4    | 4       | 12      |

### الحاصلون على الميداليات
| الحدث           | الذهبية                   | الفضية                    | البرونزية                       |  |
| --------------- | ------------------------- | ------------------------- | ------------------------------- |  |
| المنتزه للرجال  | Keegan Palmer · أستراليا  | Pedro Barros · البرازيل   | Cory Juneau · الولايات المتحدة  |  |
| المنتزه للسيدات | Sakura Yosozumi · اليابان | Kokona Hiraki · اليابان   | سكاي براون · بريطانيا العظمى    |  |
|                 |                           |                           |                                 |  |
| الطرق للرجال    | يوتو هورغومي · اليابان    | Kelvin Hoefler · البرازيل | Jagger Eaton · الولايات المتحدة |  |
| الطرق للسيدات   | موميجي نيشيا · اليابان    | رايسا ليال · البرازيل     | Funa Nakayama · اليابان         |  |

## روابط خارجية
- فيديو - إعادة عرض كاملة: أولمبياد طوكيو 2020 للسيدات في أول مسابقة للتزلج على الألواح (olympics.com ، IOC ، OBS ، الإنجليزية)
- فيديو - إعادة عرض كاملة: أولمبياد طوكيو 2020 للتزلج على اللوح لأول مرة للرجال (olympics.com ، IOC ، OBS ، الإنجليزية)
- فيديو - إعادة عرض كاملة: أولمبياد طوكيو 2020 للسيدات أول مسابقة للتزلج على الألواح (olympics.com ، IOC ، OBS ، الإنجليزية)
- فيديو - إعادة عرض كاملة: أولمبياد طوكيو 2020 لأول مرة في مسابقة التزلج على اللوح للرجال (olympics.com ، IOC ، OBS ، الإنجليزية)

- كتاب النتائج

قالب:Skateboarding at the Summer Olympics